# Ábrahám János (író)
Ábrahám János (Aranyosrákos, 1931. január 17. – Budapest, 1996. május 22.) erdélyi magyar újságíró, író.

## Életútja
1931. január 17-én született Aranyosrákoson (az erdélyi Torda-Aranyos), a mai Románia Kolozs (vár)megyéjében. Szegényparaszt szülők hatodik, legkisebb gyermeke. Apja, Sándor, székely és roma ősök vérét elegyíti ereiben, anyja, Anna, elmagyarosodott móc (hegyvidéki román) sarjadék. Saját mondása szerint: „Apám cigány, anyám román, én magyar vagyok!”
A család mindennapjait a megélhetésért való küzdelem határozza meg. Szegények de nem éheznek, becsületesen és keményen megdolgoznak mindenért. A gyerekek kiskoruktól vállvetve dolgoznak szüleikkel, a nagyobbak a kicsikre ügyelnek. Az összetartozás és a kemény munka szelleme élete végéig meghatározóvá válik. Hétvégeken a négy fiú, az apjukkal az élen, „bandában” muzsikál, János a nagybőgőt „fűrészeli”. Se kedve, se tehetsége nincs hozzá, de mindig büszkén mesél majd banda-tagságáról. Később bátyja, Sándor, ismert prímássá válik, saját zenekarával járja Torda környékét, jól megél belőle.
A könnyen és jól tanuló fiúra hamar felfigyelnek tanítói. Tudásszomja határtalan, mindent elolvas ami keze ügyébe kerül. Továbbtanulásra ajánlják, de nincs rá lehetőség. Részben ez a biztatás, részben a mindennapi robot kilátástalansága készteti arra, hogy, rögtön a háború után, tizennégy évesen, gyalog, beszökjön Kolozsvárra tanulni. Itt falubelije, régi tanítója, Létay Lajos, karolja fel, aki akkor már a nagy múltú Unitárius Kollégium tanára. Ő segíti meggyőzni szüleit, hogy tovább taníttassák. Végül apja egy szekér élelemmel fizeti ki tandíját, ami 1945-ben ritka kincs és amit később az öreg sosem felejt el majd megemlíteni amikor író fiával büszkélkedik.
Érettségi után tanulmányait a nagybányai vegyészeti iskolában folytatja, ahol technikusi képesítést szerez (1952). Innen az ótoháni fegyvergyárba irányítják, és mivel „jó származású” és már párttag, felajánlják, hogy kiküldik a moszkvai Lomonoszov Egyetem kémia szakára. Ő azonban már verseket ír, irodalmi ambíciói vannak, visszautasítja a szovjet ösztöndíjat. Ezt a választását később felesége, a nehéz idők során, gyakran felemlegeti neki. Inkább az éppen (át)alakuló Rádió és Televízió Bizottság ajánlatát fogadja el, és rövidesen a Kolozsvári Rádió szerkesztő-riportere lesz (1953). Élvezi munkáját, jól keres, közben verseket, cikkeket publikál. Később a bukaresti Társadalomtudományi Főiskola  egyéves, „agytágító” tanfolyamán elvégzi az újságírói szakot is (1958).
1954-ben házasodik meg Bagosi Gabriellával aki a Bagossy bárók elszegényedett, dancsházi ágának leszármazottja. Két gyerekük születik, László (1955) és Annamária (1961). A család Kolozsváron él, egy főtéri bérlakásban majd 1958-tól egy állomás negyedi, egyszobás panel lakásban.
Közben megtörténik a sztálinizmus „leleplezése”, hithű kommunistából realistává válik. Habár a szövetkezesítésért tett propaganda munkájáért még munka érdemrendet is kap (1965), az ebben tapasztalt erőszakosságok, a személyi kultusz fennmaradása, az általános cinikus hazugság és korrupció, valamint a magyar forradalom leverése utáni terror-tisztogatások, fokozatosan a rendszer kritikusává teszik.
Az 1960-as évek közepén, amikor megpróbálja leleplezni főnöke korruptságát, pártfegyelmit kap és elveszti munkahelyét. Fokozatosan megkeseredik, zárkózottá válik. Pár évig a kolozsvári Armătura gyárban dolgozik (1965–1969) mint laboráns, majd öntő mester, de folyamatosan romló egészsége, és az erősödő gyári problémák miatt (munkásait pártolja, amikor azok elégedetlenkednek) felmondásra kényszerül. Évekig munkanélküli, rakodó munkás és kifli áruló posztokat ajánlanak neki. A helyi lapokban publikál, de a honoráriumok szűkösek, a családot a feleség és a jól kereső privát-szűcs anyós (Bagosi Anna) tartja el.
Közben kitartóan ír, 1969-ben jelenik meg első, a „Részegnek minden nóta szép” című, novelláskötete. Ezután „átnyergel” a tudomány népszerűsítésre és a dokumentum regényekre, sorra jelennek meg kötetei. Jó barátai Bálint Tibor, Kormos Gyula, Köntös-Szabó Zoltán, Bajor Andor, Palocsay Zsigmond, közeli ismerőse Fodor Sándor, Kányádi Sándor, Sütő András, Dumitru Radu Popescu. Élete, váltakozva, a mindennapi megélhetés, az alkotási vágy, a tehetetlen, elkeseredett rendszerellenesség, a baráti borozgatások és magyarságát védő író apró sikerélményei között folyik.
Író barátai révén végre felajánlanak neki egy szerkesztői állást a Brassói Lapoknál, újra dolgozik de Brassóba kell költöznie. Távollétét (1972–75) a család érzelmileg megsínyli.
Harmadik megjelent kötete után felveszik a Romániai Írószövetségbe és mivel ez anyagi támogatással is jár, beteg-nyugdíjaztatja magát és csak az írásnak szenteli életét. Ekkor (1976) fejezi be „Vér és Vas” kötetét, ami pályafutásának csúcspontja. Több kiadást megér, az egész világról írnak neki, neve révén is, sokan a koncentrációs táborok túlélőjének tartják. Végre megkapja az elismerést, amire vágyott, élete kezd újra jó mederbe terelődni. Nem sokáig.
Az 1970-es évek második felétől a Ceaușescu-rezsim elnyomása egyre erősödik, a román nacionalizmust kendőzetlenül sulykolják a köztudatba, a személyi kultusz és a magyarellenesség soha nem látott méreteket ölt. Az igazi magyar kulturális élet lehetőségei erősen beszűkülnek, módszeresen fojtogatják, nincs hol és nincs mit publikálni. Több írását, kötetét visszautasítják, mert nem hajlandó Nicolae Ceaușescu-idézetekkel megtűzdelni őket. Ráadásul a halódó rendszer gazdaságilag agonizál, betegnyugdíjak tízezreit vonják vissza, ő is újra munkát kell keressen (1979).
Szerencsére, az akkori írószövetségi elnök, Dumitru Radu Popescu, segítségével sikerül egy jó állást találnia: mozi igazgató lesz (1980). Élvezi új munkáját, fájós lábával naponta begyalogol mozijába, habár nem várják el tőle, sőt, ugyancsak protekciós de műveletlen kollégái irigyen csodálkoznak rajta, alig várják, hogy megszabaduljanak tőle. Rengeteg filmet megnéz, utána olvas, „átképzi” magát filmkritikusnak. Cikkeit, recenzióit, az egész család és írótársai csodálkozására, rendszeresen leközlik. Úgy látszik, a vetített (engedélyezett!) filmekről írni nem volt veszélyforrás a rendszer cenzorai szerint.
Sajnos, négy év múlva pártfogóját leváltják, vele együtt őt is rögtön operatőrnek fokozzák le. Nem ez fáj neki a legjobban (hősiesen vetít, cipeli a filmes dobozokat) hanem az, hogy helyébe egy bunkót tettek, a főigazgató rokonát, aki maga is csak egy műveletlen asztalos volt. Megalázzák, komorsága, zárkózottsága tovább erősödik, elveszti életkedvét.
Így éri meg az 1989-es forradalmat, aminek határtalanul örvend. Személyes ellenségének tekintette a megdőlt rezsim kiszolgálóit, talpnyalóit. Az új gazdasági körülmények között a családnak nincsenek anyagi problémái, végleg nyugdíjaztatja magát (1990), azonban keseredettsége csak lassan oldódik. Kellemes látogatásokat tesz feleségével Budapestre, élvezik a nagyváros színeit, forgatagát, a könyvüzleteket, az antikváriumokat, a híres kiskocsmákat. Újra boldog, terveket sző, nekifog „élete nagy művének” a Picula-trilógiának, amit apai nagybátyjáról Picula Gábor cigányprímásról formáz. Sajnos, csak az első kötet kiadását éri meg.
Budapesten hal meg váratlanul, 1996. május 22-én, orvosi műhiba következtében, miközben érdugulásos lábát próbálja operáltatni. Sírja a kolozsvári Kismező utcai temetőben van.
Ez volt kedvenc mondása: „A legtöbben csak a lábuk nyomát hagyják a földön. Itt jártak. Vannak akik a kezük nyomát is a Földön hagyják. Alkottak.”

## Munkái
- Részegnek minden nóta szép (novellák, Forrás, 1969);
- Mindennapi munkánk (tudománynépszerűsítő, 1969);
- Homo faber (reflexiók a munkáról, 1972);
- Vér és vas (háborúellenes értekezés, 1976);
- Földszintes atomkor (meditáció a nukleáris fegyverkezésről, 1979);
- Micsoda majális (elbeszélések, Kolozsvár, 1979);
- Égi úton : [képzeletben gépmadárral, űrhajóval] (Bukarest, 1987);
- Ember a légtengeren túl : űrkrónika (Bukarest, 1990).
- Picula I (Erdélyi Gondolat, 1994)
- Picula II (Erdélyi Gondolat, 1997)
- Picula III (Erdélyi Gondolat, 1998)

## Az 1990-es években írt cikkeiből
- Fáraók népe. Korunk, 1990, 7 sz. 820–831. p. (etnográfia, romák)
- Új hang az éterben. Helikon, 1990, 24 sz. 11. p. (Kolozsvári Rádió, intézménytörténet)
- Nekünk nem kellett szimbólumokban beszélnünk. A Hét, 1993, 13 sz. 5. old.
- Hírünk itthon és a nagyvilágban. Negyvenéves a Kolozsvári Rádió. Helikon, 1994, 3. sz. 22–23. p. (EMKE, Somai Ferenc)
- Kongatom a hangomat. Korunk, 1995, 3 sz. 88-93. p. (rádió, intézménytörténet)
- A Filmvilág atyja. Korunk, 1996, 6 sz. 72-75. p. (Adolf Zukor)
- Márai Sándor és a film. Helikon, 1996, 10. sz. 20–22. p.